# Eugenio Mascareñas
Eugenio Mascareñas y Hernández (Almagro, provincia de Ciudad Real, 12 de diciembre de 1853-Barcelona, 30 de noviembre de 1934) fue un químico y enólogo español, primer catedrático de Química Inorgánica de la Facultad de Ciencias de la Universidad de Barcelona (UB); es considerado uno de los introductores de la Tabla periódica de los elementos en España.

## Biografía
Su familia era de origen gallego y nació en Almagro (Ciudad Real). Estudió el bachillerato en el Instituto de San Isidro de Madrid (1869) y la licenciatura en Ciencias (1873) y el doctorado (1878) en la Universidad Central de Madrid con la tesis Análisis orgánico elemental. Al año siguiente (1879), obtuvo por oposición la cátedra de Química Inorgánica de la Facultad de Ciencias de la Universidad de Barcelona, plaza que ocupó hasta su jubilación en 1923. Durante estos años fue decano de la Facultad casi veinticinco años (1900-1923) y, de manera accidental, ocupó el rectorado en varias ocasiones. Además de la asignatura de Química inorgánica impartió la de Química Analítica cuando esta disciplina se introdujo en el plan de estudios de la licenciatura de ciencias, en 1900, al crearse la Sección de Químicas; en la de Farmacia se daban temas de análisis químico desde 1845, dentro de la asignatura de Práctica farmacéutica. Suscribió el manifiesto de condena de las Academias de los hechos acaecidos en la Semana trágica de Barcelona en 1909. Fue miembro del Consejo de Instrucción Pública, académico correspondiente de la Real Academia de Ciencias Exactas, Físicas y Naturales de Madrid y miembro numerario desde 1883 de la Real Academia de Ciencias y Artes de Barcelona, donde desempeñó casi todos los cargos. En 1911 fue uno de los pocos catedráticos universitarios españoles que recibió el premio de 1000 pesetas del Ministerio de Instrucción Pública. Obtuvo además la Gran Cruz de Alfonso XII.

## Obra
Como era habitual entre los profesores universitarios de aquella época, no practicó investigación experimental, pero sí fue uno de los primeros en reclamar medios económicos y una nueva organización docente para introducir, de manera sistemática y reglada, enseñanzas prácticas con los correspondientes laboratorios en las facultades de ciencias. En concreto, en el discurso que pronunció en la inauguración del curso académico 1999-00 se queja del magro presupuesto para prácticas y de la falta de laboratorios con un mínimo de condiciones; reclama la necesidad de impulsar la investigación en la universidad para que cumpla con el objetivo, a su entender, irrenunciable, de "ser fábrica de ciencia nacional". Sus quejas no cayeron en saco roto y en el curso 1902-1903 se inauguraron unos nuevos laboratorios de química en la facultad de ciencias de la Universidad de Barcelona. 
Se integró fácilmente en la sociedad barcelonesa y en 1882 ingresó en la Real Academia de Ciencias y Artes de Barcelona (RACAB), de la que fue presidente el bienio 1908-10. Entre sus memorias presentadas a esta Academia destacan las llamadas Conferencias Experimentales dirigidas al público en general y acompañadas de experimentos a menudo espectaculares. Destacó, también, el papel de Mascareñas como divulgador: en la década de 1880 publicó un conjunto de artículos en la revista Crónica Científica. Revista Internacional de Ciencias en el que ponía en español y al alcance del público interesado nuevas contribuciones hechas a varios campo de la química publicados en revistas alemanas. También dedicó un estudio a la composición química de los vinos catalanes.
Es autor de varios libros de texto en los que ya da descripciones detalladas de la tabla periódica de los elementos. En el libro Introducción al estudio de la química, aparecido apenas quince años después de la propuesta inicial de Tabla Periódica de Mendeleiev, hace una descripción detallada, incluye una reproducción y ya comenta el descubrimiento de los nuevos elementos, galio y escandio, predichos por Mendeleiev —el germanio no se encontró hasta 1886— y hace una apuesta decidida y convencida de la novedad de la periodicidad en la explicación y organización de la química inorgánica descriptiva. Su libro más completo e importante, Elementos de química general y descriptiva, aparecido en 1903 y revisado en 1913 y 1921, amplía y actualiza el tema referente a la tabla periódica. Para su composición leyó a Henry Enfield Roscoe, Wilhelm Ostwald, Karl Heumann y Arnold F. Holleman.
Entre sus discípulos destacan Juan Fagés y Virgili y José Pascual Vila, que elogiaron sus méritos didácticos y su papel de introductor de la moderna química inorgánica junto con José Ramón Luanco; para José Casares Gil sin embargo Mascareñas desconfiaba de toda la química posterior a Berzelius.

## Obras del autor
- Determinación cuantitativa del cadmio, Barcelona: Crónica Científica, 1880.
- Adelantos de las ciencias químicas: colección de artículos publicados en la Crónica Científica, 1881.
- La electrólisis en química analítica, 1883, discurso de ingreso.
- Consideraciones generales acerca de la enseñanza y estudio particular del estado en que se halla la de las ciencias experimentales en España Discurso inaugural del curso 1899-1900 en la Universidad de Barcelona. Accesible al Depósito digital de la UB
- Con Jaume Santomà, Estudio analítico de los vinos catalanes, Barcelona: Tipografía de la Casa Provincial de Caridad, 1885.
- Sobre la teoría química de la llama. Conferencia experimental impartida el 27 de junio de 1886
- "Del principio de la conservación de la energía en el estudio de los fenómenos químicos", en Naturaleza, Ciencias e Industria, Barcelona, 1892.
- El aire líquido. Conferencia experimental impartida el 13 de diciembre de 1899.
- La aluminotermia: propiedad y aplicació intersante del aluminio. Conferencia experimental impartida el 28 de junio de 1905
- Introducción al estudio de la química: compendio de las lecciones explicadas en la Universidad de Barcelona. Barcelona, Redacción y Admón. de la Crónica Científica, 1884.
- Nociones de química general. Barcelona, Librería de Penella y Bosch, 1901.
- Elementos de química general y descriptiva. Barcelona, Imprenta de Pedro Ortega, 1903. 2ª ed. 1913. 3ª ed. Barcelona, Clarasó, 1921.
- Elementos de análisis química cualitativa. Barcelona, Impr. de Pedro Ortega, 1905.
- El aire atmosférico. Barcelona, Manuales Soler, 27, ca. 1900.
- El Aire líquido: última lección dada a sus alumnos en el día de su homenaje, 11 mayo de 1924, 1924.